# 失蹤的以色列十支派

根据《约书亚记》记载绘制的以色列十二支派分布图

失蹤的以色列十支派是指古代以色列人十二支派（或稱氏族）中失去蹤跡的10支。這10個支派屬於北国以色列，在北国以色列被亞述摧毀（約公元前722年）以後，便消失於聖經的記載。这十个支派是：流便支派、西缅支派、但支派、拿弗他利支派、迦得支派、亚设支派、以萨迦支派、西布伦支派、以法莲支派、玛拿西支派。剩下犹大支派、便雅悯支派，他们都在邻近的犹大王国境内，因此一直延续到公元前587年巴比伦人围攻耶路撒冷时。与犹大和便雅悯并存的，还有部份利未支派。利未人没有分到领地，而是得到专门划定的城邑。对以色列人口的放逐，即所谓“亚述之囚”，是新亚述帝国长期以来在许多被征服地区推行的迁徙安置政策的一部分。
犹太历史学家弗拉维奥·约瑟夫斯写道：“在亚洲和欧洲，只有两个支派受罗马人统治，而那十个支派至今仍在幼发拉底河彼岸，他们人数极为庞大，难以计数。” 在公元7至8世纪，人们将“十个失落支派”的归来与希伯来救世主即将降临的观念联系在一起。:58–62许多群体都曾声称自己出自这些“失落的支派”，一些亚伯拉罕宗教则持有弥赛亚式的信念，认为以色列诸支派终将归来。
根据当代研究，外约旦和加利利确实经历过大规模的放逐，整个支派因此消失。历史学家普遍认为，被放逐的支派逐渐同新的当地人口融合。在撒马利亚的情况则不同，许多以色列人挺过了亚述的攻势，留在了原本的土地上，最终形成了后来被称为撒马利亚人的族群。不过，这并未阻止各类宗教宣称其中一些人作为独立的群体幸存下来。纽约大学中东历史学者兹维·本-多尔·贝尼特指出：“对这些支派的着迷，在所谓的学术研究之外，还衍生出海量的虚构文学与民间传说。”:11人类学家沙尔瓦·魏尔则记录了世界各地不同的部落与民族声称自己与“十个失落的支派”有关联。

## 十二支派

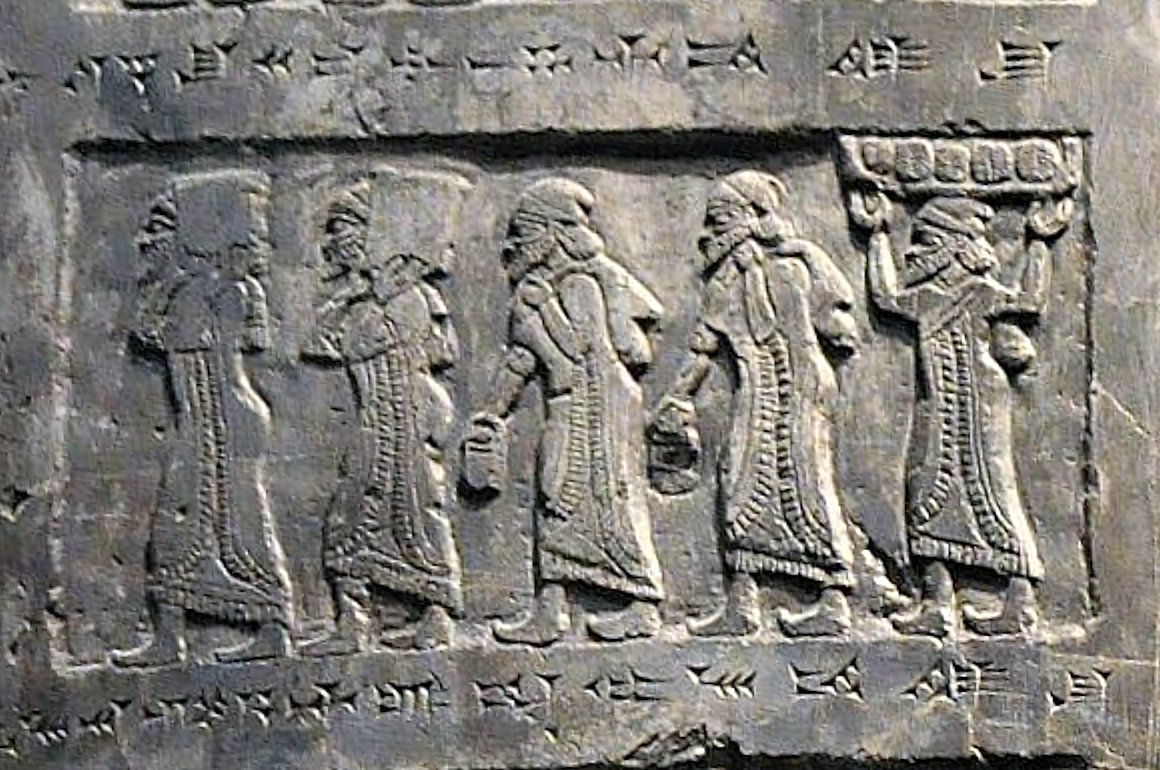
以色列北方王国的使团向亚述统治者沙尔马那塞尔三世进献礼物，约前840年，此场景出自黑色方尖碑，文物现藏于大英博物馆

十個失蹤的支派的由來，可以參考《列王記下》17章6節：「何細亞第九年亞述王攻取了撒瑪利亞，將以色列人擄到亞述，把他們安置在哈臘與歌散的哈博河邊，並瑪代人的城邑。」
根據希伯來聖經，雅各（就是後來被神命名為以色列；創35:10）與二個妻子(利亞、拉結)及二個妾侍(悉帕、辟拉)生下十二個兒子。後來十二個兒子發展為以色列十二支派。
- 在約書亞的時代，十二支派分攤以色列的土地，其中因為利未支派被神揀選作祭司職分，所以沒有給他們分地。(書13:33, 14:3)不過，利未支派卻在各支派中分得城邑，其中六個作為以色列的逃城，由利未人管理。逃城分別位於約旦河兩側。還有42個城(包城外四圍的郊野)，總數48個城，全部歸利未支派所有。
- 雅各提升以法蓮和瑪拿西的子孫(約瑟的兒子)加入成為十二支派，平分他們父親約瑟的產業。兩個「半支派」都各自分地為業，在曠野四十年都有自己的營地。

根據聖經，以色列王国（或稱北國）和犹大王国是早期“统一王國”的一部分。由於北面的以色列支派拒絕所羅門的兒子羅波安作他們的王，在公元前931年後分裂成為北國。组成以色列王国的共有十个支派：流便、以萨迦、西布伦、但、拿弗他利、迦得、亚设、以法莲、西缅和玛拿西。然而，其中存在一些疑问：西缅的领地本就在犹大境内，它如何能算作北国的一部分并不清楚；亚设的地盘基本上是腓尼基人的地带，而流便的领地则大多与摩押人的地界重叠。
犹大支派和便雅悯支派依然效忠罗波安，组成了犹大王国。此外，利未支派的成员分布在两个王国的城邑中。《历代志下》15章9节记载，在犹大王亚撒在位时期（约公元前911年至前870年），以法莲、玛拿西和西缅的族人有一部分逃往了犹大。
大约在公元前732年，亚述王提格拉特帕拉沙尔三世攻陷了大马士革和以色列，将亚兰和基列地区流便、迦得、玛拿西诸支派的领土并入版图，其中包括旷野中的耶帖、拿非施和挪达比的驻地。这些支派的人被掳走，迁徙安置在哈布尔河一带。提格拉特帕拉沙尔三世还夺取了拿弗他利的土地以及以法莲的雅挪亚城，并在拿弗他利地区设立了一名亚述总督。《列王纪下》16章9节和15章29节记载，亚兰及被吞并的以色列部分人口被放逐到亚述。
伊斯雷尔·芬克尔斯坦估计，在提格拉特帕拉沙尔三世、萨尔玛那萨尔五世和萨尔贡二世的两次放逐中，实际上只有约五分之一的人口（大约四万人）被迁离故土。许多人也南逃至耶路撒冷，使得这座城市在当时规模扩展了五倍，不仅需要修建新的城墙，还要由希西家王开凿新的水源——即锡勒万。除此之外，《历代志下》30章1—11节明确提到，有一些北方的以色列人逃过了亚述人的征伐，特别是但、以法莲、玛拿西、亚设和西布伦支派的成员，其中后三个支派的族人还在当时返回耶路撒冷圣殿敬拜。

### 新約
有些證據表明，在幾個世紀以後，仍有屬於失蹤十支派的以色列人存在。例如，在新約聖經《路加福音》2章36節提到屬於亚设的以色列人。「有一個女先知亚拿，是亞設支派法努埃的女兒。她已經上了年紀，是出嫁以後與丈夫生活了七年的」。

### 次經/偽經
历史学家兹维·本-多尔·贝尼特指出：
在他们消失几个世纪之后，‘十个失落的支派’仍然发出了间接却至关重要的信号……在《以斯拉续篇下卷》中，我们读到关于这十个支派及其‘穿越那片名为阿尔撒列斯（Arzareth）之地的漫长旅程’……《以斯拉异象书》（即《以斯拉续篇》）是由一位居住在以色列的犹太人用希伯来语或亚拉姆语写成的，成书时间大约在公元一世纪末之前，也就是公元70年罗马人毁灭圣殿后不久。它属于后来被归为‘次经’的一类伪经文献——这些书附属于传统希伯来圣经，却未被纳入圣经正典。:57
在《以斯拉续篇下卷》13章39–47节中写道：
39你既看見他又聚集另一羣和平的人到他那裏，40這就是那十個支派，是在何細亞王的時候，從他們本地被擄去的，是亞述王撒縵以色所擄去的。他帶他們到河那邊，他們就被遷到異地。41但是他們彼此謀算，要離開那些異邦人，到一個更遠的地區去，是從未有人居住的，42以致他們在那裏可以遵守他們在自己地區沒有遵守的誡命。43他們就經過幼發拉底河的窄道進去了。44因為至高者為他們行了神蹟，停止河的泉源，直到他們渡過去。45因為經過那地區有很遠的路，就是一年半的路程。那地區稱為亞撒勒。 46從此，他們就在那裏居住，直到末期。現在他們正要開始回來。47至高者還停止河的泉源，使他們經過。所以你看見人羣都和平聚集在一起。
在《巴录二书》（也称《叙利亚文巴录启示录》）77章17节—78章4节中写道：
77:17我答应依你们所求的，写信给你们在巴比伦的弟兄，差人送给他们。并且写信给九支派半的人，叫飞鸟送给他们。18九月二十一日，我巴录一个人来到橡树前，坐在树荫下。19我写了两封信，叫鹰将其中一封带给九支派半的人，又差三个人将另外一封送给被虏到巴比伦的弟兄。20我叫了一只鹰来，对牠如此说:21至高者造了你，使你飞得比别的鸟高。22现在你要去，不可在任何地方逗留，不可返回巢中，不可在树上休息，却要一直飞越幼发拉底河的众支流，把这封信交给住在那里的人……78:1这是尼利亚的儿子巴录写给九支派半的人的信。尼利亚的儿子巴录写信给九支派半的人，勉励他们: 2“尼利亚的儿子巴录对被虏的弟兄说：愿恩惠和平安归与你们。3我的弟兄，我常常记念造我的主的恩情，祂从起初就爱我们，从来没有恨恶我们，却只是在惩罚我们。4我清楚知道:我们十二支派岂不是受着同一的囚禁，正如我们来自同一的父?……"

## 宗教觀點
先知說：「人子啊，你要取一根木杖，在其上寫『為猶大和他的同伴以色列人』；又取一根木杖，在其上寫『為約瑟，就是為以法蓮，又為他的同伴以色列全家』。你要使這兩根木杖接連為一，在你手中成為一根。《以西結書》37:16-17

### 猶太教
在猶太法典《塔木德》議論过十個失蹤的支派是否最終將與猶大支派，也就是猶太民族重聚：
拉比阿奇巴认为：“十个支派终究不会回来，正如经上所说：‘耶和华将他们扔到别的地方，正如今日一样’（《申命记》29:27）。就像白昼过去而不再回返，他们也离去而不再归来。”但拉比埃利泽则说：“‘正如今日一样’——就像白昼会先暗下去，随后又再度明亮，同样，那些被黑暗笼罩的十个支派终将重现光明〔即他们会归来〕。”亚柯村的拉比西缅·本·犹大奉拉比西缅之名说：“如果他们的行为依旧‘如今日一般’〔即继续犯罪〕，他们便不会归来；否则，他们将会归来。”
在阿什肯纳兹犹太人的传说中，这些支派被称作 “红色小犹太人”。他们被传说中的桑巴提翁河隔绝在犹太民族之外，那条河“波涛汹涌，翻滚的水柱直冲云天，化作一道火与烟的屏障，根本无法穿越。”

### 基督宗教
自至少17世纪起，犹太人和基督徒便创作了许多关于“失落支派”的旁经记载，这些故事在不同程度上都以《圣经》叙事为基础。:5917世纪“失落支派”相关传说的流行，源于多种因素的汇合。正如都铎·帕菲特所说：
迈克尔·波拉克指出，玛拿西的论证建立在“三个彼此看似无关的来源之上：一是《以赛亚书》中的一节经文；二是利玛窦在中国腹地发现一个古老的犹太社群；三是安东尼奥·德·蒙特西诺斯声称在南美荒野中与‘失落支派’的成员相遇的报道。”:69
1649年，玛拿西·本·以色列在阿姆斯特丹以西班牙语和拉丁文出版了《以色列的希望》一书，其中收录了安东尼奥·德·蒙特西诺斯关于“新大陆失落的支派”的记述。1650年，该书的英文译本在伦敦出版。在书中，玛拿西提出一个观点：在欧洲人发现美洲时所遇到的土著居民，其实是以色列“失落十支派”的后裔。他首次尝试为这一理论争取欧洲学者和出版商的支持。玛拿西特别指出蒙特西诺斯的叙述的重要性：
因为圣经并未记载最初居住在那些土地上的人是谁；直到克里斯托弗·哥伦布、亚美利哥·维斯普奇、埃尔南·科尔特斯（瓦哈卡谷侯爵），以及弗朗西斯科·皮萨罗等人前往那里时，才有人提及他们……
1649年12月23日，他写道：“我认为那十个支派不仅生活在那里……他们也散居在世界各地的其他土地上；他们从未回到过第二圣殿，并且直到今日依然保持着犹太教的信仰……”:118

#### 后期圣徒运动
《摩尔门经》记载，大约在公元前600年、尼布甲尼撒二世攻陷耶路撒冷之前不久，有两个尼腓人家族从以色列出逃，他们建造了一艘船，横渡大洋，在前哥伦布时期抵达美洲。这些尼腓人被认为是美洲原住民部落的祖先之一，也可能是波利尼西亚人的祖先。信徒认为，这两个创始部族名为“尼腓人”和“拉曼人”。尼腓人遵守摩西律法，并实践基督教，而拉曼人则背叛。《摩尔门经》宣称，耶稣基督所说的“我还有别的羊，不在这羊圈里；我必须把牠们领来，牠们也要听我的声音，并且要合成一群，归於一个牧人”（《约翰福音》10:16），指的正是尼腓人和拉曼人。最终，在约公元400年，拉曼人消灭了尼腓人，而拉曼人被视为美洲原住民的祖先之一。《摩尔门经》还称，除了尼腓人之外，从出埃及时期到西底家王统治时期，还有其他以色列群体被神引领而迁徙，耶稣基督复活后也曾探访过他们。后期圣徒教会信徒则认为，古代关于克察尔科亚特尔和上帝的记载等，都支持这一教义。
耶稣基督后期圣徒教会相信以色列将会真实地重新聚集。截至2006年，该教会仍在积极宣讲“十二支派的聚集”。在其基础教材《福音原则》中写道：“今日，以色列人遍布世界各国。其中许多人并不知道自己是古代以色列家的后裔。主曾应许过，祂的立约子民终有一日会被聚集……上帝通过传教工作来聚集祂的儿女。当人们认识耶稣基督，接受救恩的教仪，并遵守与之相关的圣约时，他们就成为‘圣约中的子孙’（《尼腓三书》20:26）。”
该教会还教导说：
聚集以色列家的权柄与能力，是先知摩西于1836年在柯特兰圣殿显现时，交托给约瑟·斯密的。……以色列人的聚集要先是属灵上的，然后才是肉身上的。属灵的聚集是指他们加入耶稣基督后期圣徒教会，立下并遵守神圣的圣约。……肉身上的聚集则意味着，立约的子民将‘必回到继承的土地聚集，也必在他们所有的应许地上建立’（《尼腓二书》9:2）。以法莲和玛拿西支派将被聚集在美洲；犹大支派将回归耶路撒冷及其周边地区；而十个失落的支派将从以法莲支派手中接受他们所应许的祝福（见《教义和圣约》133:26–34）。……直到救主的第二次降临并延续到千禧年，以色列的肉身聚集才会完全实现（见《约瑟·斯密-马太》1:37）。
他们的一条主要信条，由约瑟·斯密所写，是这样的：“我们信以色列的真正聚集和十支派的复兴；锡安（新耶路撒冷）会建立在美洲大陆上；基督会亲自在大地上统治；并且，大地会被更新且获得其乐园的荣耀。”（《后期圣徒信条》第十条）
关于《以西结书》第37章的预言，该教会教导说：《摩尔门经》就是其中所提到的“以法莲（或约瑟）的杖”，而《圣经》则是“犹大的杖”，两者共同作为耶稣基督的两个见证。教会认为，《摩尔门经》是古代美洲先知们的记录汇编，书写在金页片上，并由约瑟·斯密在约1830年翻译完成。教会视《摩尔门经》为以色列属灵聚集的主要工具之一。

### 历史观点
一些学者认为，尽管以色列灭亡前后（公元前722–720年）确实发生过人口迁徙，但其规模可能没有《圣经》简略叙述的那么大。早期亚述入侵期间，外约旦和加利利地区确实经历了大规模放逐，整个支派因此消失；流便、迦得、但和拿弗他利支派之后再无记载。另一方面，撒马利亚地区面积较大、人口较多。该地区的两座大城——撒马利亚城和米吉多城——大部分未受破坏，乡村社区大多也未遭扰动。此外，《历代志》记载，犹大王希西家曾邀请以法莲、西布伦、亚设、以萨迦和玛拿西的幸存者前往耶路撒冷庆祝逾越节。因此，学界普遍认为，大多数躲过亚述入侵的人仍留在当地。研究显示，今日自称源于以法莲、玛拿西、利未支派（以及直到1968年前还包括便雅悯支派）的撒马利亚人群体，其血统主要确实来自那些继续居住在该地区的支派。有学者提出，一些以色列人可能加入了犹大王国南方的支派，但这一观点仍有争议。而被放逐的以色列人则被认为逐渐同当地人口融合。
例如，《新标准犹太百科全书》指出：“事实上，十个支派中有些成员仍留在以色列地，除了撒马利亚人之外，他们的一些后裔长期在犹太人口中保持了自己的身份，另一些则被同化，还有一些大概被公元前597—586年被掳往亚述的最后一批犹大王国流亡者吸收……与135年后经历类似命运而幸存下来的南方犹大人不同，他们很快就被同化了。”

## 搜寻
关于这些支派失踪的谜团长期未解，后来在近几个世纪里成为大量（主要是神话化的）叙事源泉。历史学家都铎·帕菲特认为：“这一神话是整个欧洲海外殖民帝国时期殖民话语的重要组成部分，从15世纪初一直延续到20世纪后半叶。”:1, 225与“祭司王约翰”的传说一样，它们共同构成了大航海时代和殖民主义时期人们探索、接触未接触群体和原住民的想象性指引。
不过，在其他研究中，帕菲特也发现，亚洲、非洲和中东的一些早期犹太人流散社群之间，可能存在某些族群上的联系，尤其是那些在殖民时代之前就已建立的犹太社群。比如，在他对南部非洲伦巴人男性的Y染色体研究中，帕菲特发现其父系血统中有很高比例属于闪族人，这类DNA在中东的阿拉伯人和犹太人中都很常见。
在他后来对印度以色列之子社群的基因研究中（该群体的起源一直较为模糊），他同样得出结论：他们主要源自中东的男性血统。这一结论与他们关于自身起源的口述传统大体吻合。这些发现随后也促使其他一些有“趋犹”倾向的群体，包括巴布亚新几内亚的戈戈达拉人，寻求帮助以确定自身的起源。

## 民族學與人類學
19世纪晚期，随着考古学和新兴的人类学在全球范围内的拓展与研究，人们对“失落十支派”的传说重新加以复兴或改写。比如，当欧洲裔美国人首次发现密西西比文化的复杂土丘遗迹时，他们认为当时所知的美洲原住民文化不可能具备建造这种大规模土木工程的能力，于是便提出一种假说：这些古代文明的建造者与“失落的支派”有关。土丘的发现者试图将他们从考古成果中得到的新信息套入圣经的框架之中。然而，如今北美各地的土丘工程已经被确凿地证明与不同的原住民群体相关，现代考古学家一致认为，否认原住民起源的理论是一种伪科学。

## 据称後裔族群

### 撒玛利亚人
撒玛利亚人自认为是以法莲和玛拿西两支派的后裔，他们留在本地并保持了原有的信仰。而犹太人的看法则是，撒玛利亚人源自那些取代被放逐的北方支派的外来民族，只是后来沿袭了当地人的习俗。

### 库尔德犹太人
许多旅行者和研究者都曾记载，库尔德犹太人的传统传说称他们源自“失落的十支派”。根据图德拉的本杰明和雷根斯堡的佩塔希亚的游记，12世纪时库尔德斯坦大约有一百个犹太人聚落，犹太人口相当可观。本杰明还记载了库尔德斯坦中部的一位救世主式领袖大卫·阿尔罗伊的事迹：他曾反抗塞尔柱苏丹穆格台菲，并计划带领犹太人重返耶路撒冷。

### 阿富汗和巴基斯坦普什图人
在普什图人当中，流传着一种传统观念，认为自己源自被放逐的以色列失落支派。19世纪的西方学界曾提及这一说法，它也被纳入当时盛行的“失落十支派”相关著作中（如乔治·摩尔1861年的《失落的支派》）。近年（2000年代），这一话题再度引起关注。居住在耶路撒冷的人类学家沙尔瓦·魏尔在大众媒体上甚至被引述称，“塔利班可能源自犹太人”。
有关普什图人是“以色列失落支派”远裔的传说，应当与阿富汗东部或巴基斯坦西北部犹太社群的历史存在区分开来。后者自大约7世纪至20世纪初曾一度繁荣，但自20世纪50年代起，大多数人因迁往以色列而基本上在当地消失。

#### 莫卧儿时期的历史学
根据《伊斯兰百科全书》，普什图人源自以色列人的说法，可以追溯到17世纪莫卧儿皇帝贾汉吉尔在位时，为汗·贾汉·洛迪编纂的史书《阿富汗宝藏》。

#### 现代发现
普什图人是主要分布在阿富汗南部和巴基斯坦西北部的伊朗语支民族，以逊尼派穆斯林为主，同时遵循一种本土的、早于伊斯兰教的荣誉与文化规范——普什图瓦里。关于普什图人源自以色列失落支派的说法，从未得到确凿的历史证据支持。许多塔利班成员出身于普什图部族，他们对这种所谓的以色列血统也未必加以否认。
在普什图语中，部族名称“优素福宰”的意思是“约瑟的子孙”。
一些针对犹太人的基因研究否认了这种联系的可能性，而另一些则认为二者确有渊源。:1172010年，《卫报》报道称，以色列政府计划资助一项基因研究，以验证普什图人与以色列失落支派之间是否存在基因上的联系。文章指出：“历史和轶事证据强烈暗示了这种关联，但至今从未找到确凿的科学证明。一些以色列的顶尖人类学家认为，在世界上众多声称与失落十支派有关的群体中，普什图人（或称帕坦人）的说法最具说服力。”

### 亚述犹太人
一些亚述犹太人的传统称，本雅悯支派的以色列人最早在公元前8世纪新亚述帝国征服以色列王国后，来到了今库尔德斯坦地区；随后他们被迁往亚述的都城。到公元前1世纪，阿迪亚贝尼王室——据犹太历史学家弗拉维奥·约瑟夫斯记载，其族裔为亚述人，都城在埃尔比勒——改信了犹太教。国王莫诺巴泽、王后海伦娜以及其子兼继承人伊扎特，被记载为最早的犹太教皈依者。

### 出自印度的主张

#### 以色列之子
以色列之子是印度马哈拉施特拉邦的一个犹太社群，主要居住在康坎地区。自以色列建国以来，已有成千上万的以色列之子人迁往以色列（即“阿利亚运动”），但仍有相当一部分人留在印度。

#### 瑪拿西之子
自20世纪后期以来，印度东北部米佐拉姆邦和曼尼普尔邦的一些部族声称自己是失落的以色列人，并开始学习希伯来语和犹太教。2005年，以色列首席拉比裁定，米佐拉姆和曼尼普尔的“玛拿西之子”确为失落支派的后裔。根据这一裁定，他们在正式皈依犹太教后被允许移民以色列。到2021年，已有4500名“玛拿西之子”完成了移民，仍有约6000人在印度，希望迁往以色列。

#### 克什米尔犹太人
据11世纪著名的波斯穆斯林学者比鲁尼记载：“在过去，克什米尔的居民曾允许一两名外来者进入他们的国土，尤其是犹太人。但如今，他们不再允许任何他们不认识的印度教徒进入，更不用说其他人了。”
17世纪的法国医生弗朗索瓦·贝尼耶，以及19世纪考察过该地区的英国人荣赫鹏，都曾评论过克什米尔人与犹太人在外貌上的相似之处，包括“白皙的皮肤、突出的鼻子”和相近的头型。
拜昆特·纳特·沙尔加指出，尽管克什米尔人的姓氏在词源上与犹太人的姓氏存在相似之处，但克什米尔的班智达属于印度-雅利安血统，而犹太人则属闪族血统。

#### 以法莲之子
以法莲之子，又称“泰卢固犹太人”，自称源自以法莲支派。自20世纪80年代起，他们开始学习并实践现代犹太教。他们声称曾从以色列一路迁徙，经由西亚、波斯、阿富汗、西藏、甚至中原，历时1600年，最终在一千多年前抵达印度南部。他们的历史叙述与阿富汗犹太人、波斯犹太人、以色列之子和玛拿西之子的迁徙史类似。多年来，以色列首席拉比机构的拉比们曾造访该社群，考察他们的犹太传统和宗教实践。他们也曾向世界各地的许多拉比寻求承认。与此同时，他们始终保持着自己的口传传统与习俗（caviloth），例如：埋葬死者；在婚礼上使用婚帟；遵守安息日和其他犹太节日；维持判屋。不过，在19世纪初英国浸礼宗传教士进入当地后，他们在名义上继续信奉犹太教的同时，也吸收了一些基督教的成分。由于长期未能完整地实践犹太教，他们不像其他群体那样发展出一种独特的“犹太-泰卢固语”。

### 埃塞俄比亚贝塔以色列人
贝塔以色列人是埃塞俄比亚的犹太人，过去也被称为“法拉沙人”。他们中的一些成员，以及部分犹太学者，认为自己源自失落的但支派，而不是传统说法中所称的示巴女王与以色列王所罗门的后裔。他们保有一种与耶路撒冷相连的传统。早期的DNA研究表明，他们源自埃塞俄比亚人；但在21世纪的新研究中，有学者提出，他们可能源自公元4至5世纪生活在苏丹一带的少数犹太人。贝塔以色列人与其他犹太社群的联系始于20世纪下半叶。1973年，当时的塞法迪首席拉比奥瓦迪亚·优素福根据拉德巴兹等典籍的记载，裁定贝塔以色列人为犹太人，应当被接纳到以色列；两年后，这一观点得到了其他多位权威人物的确认，其中包括当时的阿什肯纳兹首席拉比什洛莫·戈伦。

### 伊博猶太人
尼日利亚的伊博犹太人声称自己分别源自以法莲、拿弗他利、玛拿西、利未、西布伦和迦得支派。然而，这一说法经不起历史考证。历史学家通过研究殖民时期有关西非的历史文献发现，这类理论对于提出它们的作者来说，往往具有多种不同的用途和目的。

### 希伯来以色列黑人
希伯来以色列黑人是一个非裔美国人的新宗教运动，他们声称非裔美国人是“失落十支派”的后裔。该群体认为，在被流放之后，这十个支派迁徙至西非定居，随后在跨大西洋奴隶贸易中被奴役并运往美洲；在那里，他们的白人奴隶主迫使他们放弃犹太文化，改信基督教。希伯来以色列黑人还认为，欧洲犹太人并非原始以色列人的后裔，而是“冒名顶替者”。因此，该群体常被视为反犹。他们未被任何主要犹太组织承认，现代以色列国也不承认他们为犹太人。

### 戈戈达拉人
巴布亚新几内亚的部分戈戈达拉人声称自己是失落支派之一，并因此采纳了一些犹太习俗以体现这一身份。

## 對其他種族的猜測
关于一些族群的起源，曾出现过各种揣测，但多被视为边缘理论。

### 日本人
有些学者曾推测，日本人可能是“失落十支派”中的一部分人的直系后裔。帕菲特写道：“关于以色列人起源的幻想的传播……构成了西方殖民事业的一个持续特征。……事实上，在日本，我们可以看到太平洋地区最引人注目的‘想象中的犹太过去’的演变。与世界其他地方一样，把这个国家的一些特征解释为源自以色列模式的理论，是由西方传入的。”:158
1878年，移居日本的苏格兰人尼古拉斯·麦克劳德自费出版了《日本古代史概要》。麦克劳德把自己在日本的观察与圣经预言联系起来：他认为，阿伊努人、德川家族，以及大城市里的“町之人”，居住在神武天皇最早建造的帐篷或会幕形状的房屋中，由此实现了挪亚关于雅弗的预言——“他要住在闪的帐棚里”。:7
乔恩·安帝强调，DNA证据表明日本人与以色列人之间并不存在任何遗传学上的联系。:117

### 伦巴人
南部非洲的伦巴人声称自己是几位犹太男子的后裔，这些人当年从今也门一带前往非洲寻金，在那里娶妻生子，建立了新的社区。伦巴人特别遵循一些与犹太教相似的宗教习俗，他们也保留着作为迁徙民族的传统，其起源线索指向西亚或北非。根据伦巴人的口述历史，他们的祖先数百年前从一个名叫塞纳的地方来到东非定居。塞纳是也门东部哈德拉毛谷地的一座废弃古城，历史记载显示，过去几个世纪这里曾有犹太人居住。有研究认为，“塞纳”可能指的是也门塞胡特附近的马西拉（常被称作塞纳），或者是同样位于也门的萨那城。:61
DNA检测结果并未支持他们有关犹太血统的说法。

### 毛利人
一些早期前往新西兰的基督教传教士曾推测，当地的毛利人是失落十支派的后裔。后来也有一些毛利人接受了这种说法。

### 美洲原住民
1650年，一位名叫托马斯·索罗古德的英国牧师（时任诺福克的传道人）出版了一本书，题为《美洲的犹太人，或美洲人属于那一支派的可能性》，这是他为新英格兰传教士协会准备的著作。帕菲特在谈到这本书时写道：“该协会积极致力于将印第安人转化为基督徒，但他们怀疑印第安人可能是犹太人，因此意识到自己需要为一项艰巨的任务做好准备。索罗古德的小册子主张，北美的原住民是失落十支派的后裔。”:66
1652年，英国作家哈蒙·莱斯特兰奇出版了一本名为《美洲人并非犹太人，或美洲人属于那一支派的不可能性》的释经小册子，以回应索罗古德的著作。作为回应，1660年索罗古德推出了自己书籍的第二版，修改了书名，并由清教徒传教士约翰·艾略特撰写前言。艾略特曾致力于向印第安人传教，并将《圣经》翻译成印第安语言。:66, 76
1837年，美国外交官兼记者莫迪凯·曼努埃尔·诺亚在其出版物《美洲印第安人是以色列失落支派的后裔》中也提出，美洲原住民源自以色列人。
《摩尔门经》（1830年）提出，一部分或全部美洲印第安人可能是失落十支派的成员，这一观点在后期圣徒教会信徒中也广为流传。

### 涅乌里人
18世纪的瑞典历史学家奥洛夫·冯·达林写道，希腊作者提到的斯基泰部族涅乌里人是以色列失落十支派的后裔；同时，他认为涅乌里人是芬兰人、萨米人和爱沙尼亚人的祖先。
涅乌里人似乎就是亚述王萨尔玛那萨尔从迦南掳走的以色列十支派的遗民……（如果我们理解为）古代芬兰人、萨米人和爱沙尼亚人的语言与希伯来语相似，并且这些民族在古代确实以三月初一作为新年的开始，又以星期六为安息日，那么涅乌里人极有可能正是源出于此。

### 斯基泰人/辛梅里安人理論与英國以色列主義

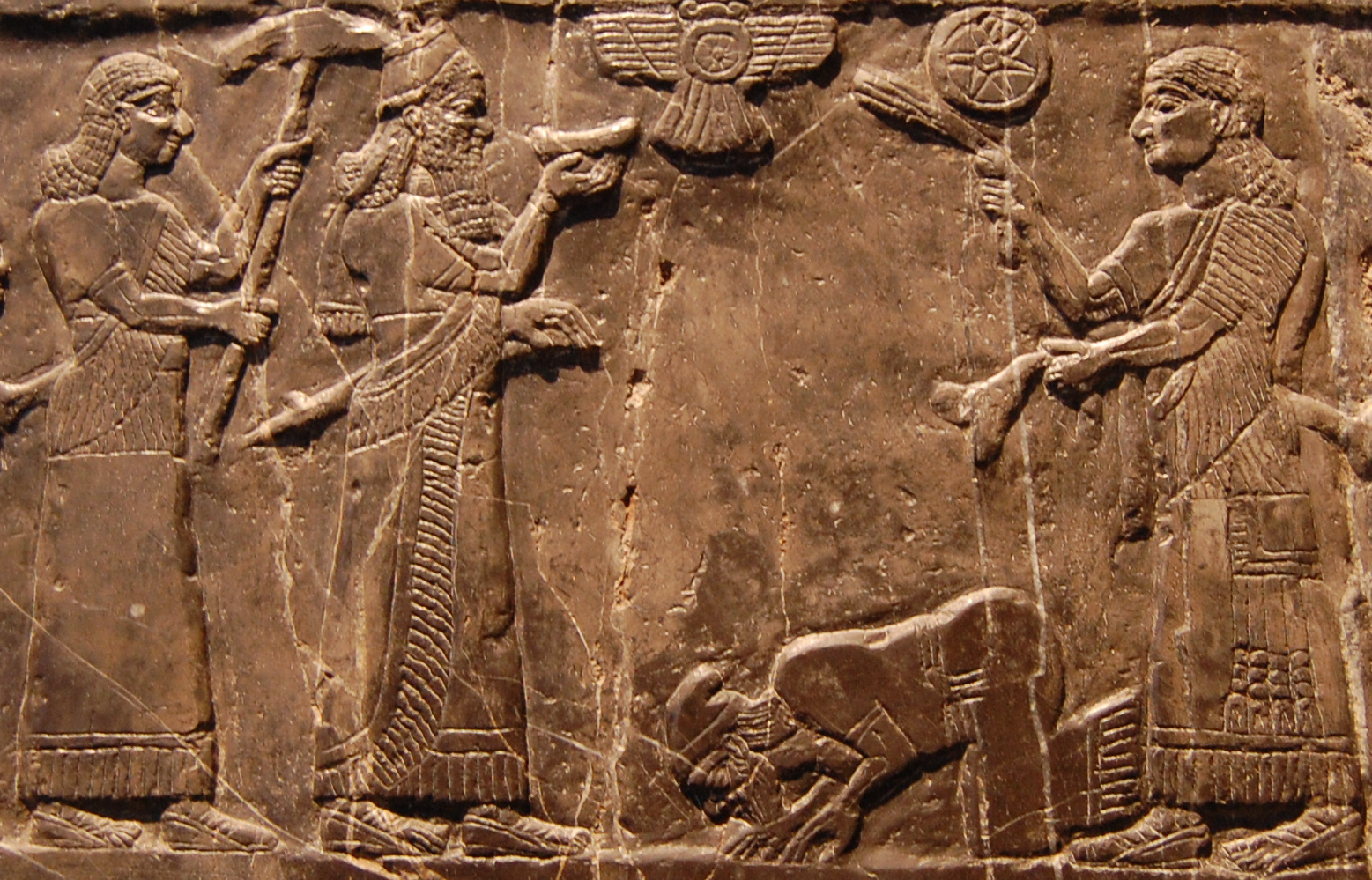
黑色方尖碑上雕刻的耶户或其使者跪拜沙尔马那塞尔三世的场景

英国以色列主义和基督教认同论的信徒都认为，失落的支派向北迁徙，越过高加索山，成为斯基泰人、辛梅里安人和哥特人，并且是后来入侵不列颠的日耳曼人的祖先。:26–27
这一理论最初兴起于英格兰，随后传播到美国。:52–6520世纪期间，英国以色列主义为全球上帝教会创始人赫伯特·W·阿姆斯特朗大力宣扬。:57
《失落的支派：一个神话的历史》的作者都铎·帕菲特指出，英国以色列主义拥护者所援引的证据“即便按这种题材一贯低劣的标准来看，也显得十分薄弱”，:61而这些观念已被历史学界普遍否定。

## 在文学中
1929年，以意第绪语写作的作家拉扎尔·博罗杜林出版了少数几部意第绪语科幻小说之一，题为《在桑巴蒂翁河的彼岸：一部科学与幻想的小说》（אויף יענער זייט סמבטיון : וויסענשאפטליכער און פאנטאסטישער ראמאן）。这是一部带有犹太视角的“失落世界”题材小说。书中，一名记者在“红色犹太人”的土地上遇到了一位手持射线枪的疯狂科学家。

在本·阿罗宁1934年的冒险小说《失落的支派：拉斐尔·德雷尔寻找以色列失落支派的奇异冒险》中，一名少年拉斐尔在北极圈以外发现了但支派的遗民。

## 延伸阅读
- Bruder, Edith. . Oxford University Press. 2008. ISBN 9780199934553.

- Halkin, Hillel. . Houghton Mifflin. 2002. ISBN 978-0618029983.

- Lange, Dierk. . Anthropos. 2011, 106 (2): 579–595. JSTOR 23031632. doi:10.5771/0257-9774-2011-2-579.* Tudor, Parfitt. . Harvard University Press. 2013. ISBN 9780674066984.

- De Verdon, T. K. . Elliot Stock. 1872: 62.

## 外部連結
- Biblical History（页面存档备份，存于） The Jewish History Resource Center—Project of the Dinur Center for Research in Jewish History, The Hebrew University of Jerusalem
- Brit Am Israel（页面存档备份，存于）
- What happened to the 10 lost tribes? video feature direct from Jerusalem（页面存档备份，存于）
- Covering Several Claims of Lost Tribes of Israel（页面存档备份，存于） - PBS website, re Nova episode
- United Israel（页面存档备份，存于） Lost Tribes Research